# Звезде Гранда (4. сезона)
Четврта сезона такмичења Звезде Гранда пратила је исти формат као и трећа, имала засебну емисију која се емитовала уживо суботом увече на телевизији Пинк. Одржана је 2008/2009 године и водитељи су били Немања Стевановић и Силвија Недељковић. Као и у ранијој сезони постојао је поред гостујућег музичког и новинарски жири, а главни жири је чинио Саша Поповић. Победник такмичења је био Дарко Лазић.

## Такмичари
Финалисти
- Дарко Лазић из Брестача (прво место)
- Топалко из Трудова (друго место)[3]
- Слободан Васић из Сенте (треће место)
- Светлана Танасић (Биг мама) најстарији такмичар до тада, имала је 44 године, из Љига (четврто место)[4]
- Јоца Стефановић из Београда (пето место)[5]
- Саша Капор из Београда (шесто место)
- Јелена Костов из Димитровграда (седмо место)

Остали такмичари који су добили песме
- Милена Ћеранић
- Александра Бурсаћ
- Биљана Сечивановић
- Надежда Биљић
- Небојша Војводић[6]

## Након такмичења
Након завршетка сезоне сви такмичари су издали заједнички цд са једним промо синглом, а победник је добио студијски албум. Списак песама на заједничком албуму:
1. Се ла ви - Саша Капор
2. Не може љубав да нестане - Милена Ћеранић
3. Анонимна - Слободан Васић
4. Падале су кише - Александра Бурсаћ
5. Као лав - Топалко
6. Не плаши ме - Светлана Танасић
7. Другови не постоје - Јоца Стефановић
8. Зашто ме неко не заустави - Биљана Сечивановић
9. Корак до сна - Дарко Лазић
10. Љубавница - Надежда Биљић
11. Нико не мора да слуша - Небојша Војводић
12. Нисам била спремна - Јелена Костов